# Triviella massieri
Triviella massieri is een slakkensoort uit de familie van de Triviidae. De wetenschappelijke naam van de soort is voor het eerst geldig gepubliceerd in 1991 door Martin & Poppe.